# August Behne
Christian Jacob August Behne, auch Christian August Behne oder Christian August Jacob Behne (geboren 22. April 1797; gestorben nach 1874) war ein deutscher Jurist, Bürgermeister von Neustadt am Rübenberge und Politiker in der Ständeversammlung des Königreichs Hannover.

## Leben

### Familie
August Behne war das dritte von vier Kindern und zweiter von drei aufeinander folgenden Söhnen des Lieutenants Johann Daniel Behne (1754–1800) und der Mathilde Behne, geborene Bennet. Die ältere Schwester der drei Brüder war die 1790 geborene Johanne Marie Henriette, genannt Emilie, die als spätere Emilie Mac Mahon zur Mutter des französischen Präsidenten Patrice de Mac-Mahon wurde. Behnes älterer Bruder Ludwig Behne kämpfte gegen die napoleonischen Truppen und wurde königlich hannoverscher Offizier, der jüngere Bruder Behnes wurde Jurist und wanderte nach Amerika aus.
Nach dem Tod des Vaters 1807 wurde der englische Maler und Sprachlehrer Francis Arichall in Hannover Stiefvater der vier Geschwister Behne.

### Werdegang
August Behne wurde zur Zeit des Kurfürstentums Braunschweig-Lüneburg während der Personalunion zwischen Großbritannien und Hannover geboren. Die Familie besaß in Fallersleben „ein bedeutendes Besitztum“, das nach dem frühen Tod von Behnes Vater 1807 und während der Besatzung durch die Truppen Napoleons während der sogenannten „Franzosenzeit“ durch die Mutter verpachtet wurde. Diese zog zwecks besseren Unterrichts und besserer Erziehung mit ihren vier Kindern nach Hannover, wo zudem ein Onkel Behnes wohnte, ein bekannter Arzt.
August Behne trat als Jugendlicher zur Befreiung von Napoleons Truppen den „Hanoverian Levies“ bei, die er als Fähnrich im Lauenburgschen Infanteriebataillon am 28. Juni 1815 verließ, um anschließend in die Kings German Legion zu wechseln. Nach der Erhebung des vormaligen Kurfürstentums zum Königreich Hannover verließ er 1819 die Hannoversche Armee im Rang eines Leutnants. Für seine Verdienst wurde er 1821 mit dem Ritterkreuz des Guelphen-Ordens ausgezeichnet. Zuletzt wirkte er als Premier-Lieutenant in der Hannoverschen Armee.
Schon zuvor war Behne am 17. März 1817, wie vor ihm auch schon sein Vater, als Mitglied in die Johannis-Freimaurerloge Zum Schwarzen Bär aufgenommen worden.
Nach einem Studium der Rechtswissenschaften ließ sich August Behne mit dem Titel Dr. jur. als Advokat 1824 zunächst in Diepenau nieder, siedelte aber schon im Folgejahr 1823 nach Neustadt am Rübenberge über.
Ab 1823 versah „Dr. jur. Behne“ jahrzehntelang das Amt des Neustädter Bürgermeisters.
In diesem Zeitraum war er spätestens ab 1832 Deputierter für die für Nichtadelige vorgesehene Zweite Kammer der Ständeversammlung des Königreichs Hannover, ähnlich 1833.
1833 wurde Behne Mitglied des im selben Jahr gegründeten Gartenbau-Vereins für das Königreich Hannover, trat im Folgejahr 1834 jedoch wieder aus, zumal der weiträumige Transport insbesondere einheimischer Früchte etwa zu Ausstellungen des Verein sich an der Schwelle zur Industrialisierung noch schwierig gestaltete. Zur Förderung der heimischen Wirtschaft präsentierte Behne stattdessen kurz darauf auf der im Mai 1835 veranstalteten ersten Ausstellung des Gewerbevereins für das Königreich Hannover im Leineschloss als einziger Aussteller in der Rubrik Obstweine „einige Flaschen mit Apfelwein.“
Anfang November 1839 veröffentlichte die Bayreuther Zeitung, Behne habe bei der hannoversche Justizkanzlei eine – von dieser dann verworfene – Strafanzeige gegen den vom Calenberger Bauernstand zum Abgeordneten für die Zweite Kammer der hannoverschen Ständeversammlung gewählten, dann aber von der Wahl zurückgetretenen Neustädter Rechtsanwalt Dröge erstattet, da dieser nicht die hannoversche Verfassung von 1819, sondern das Staatsgrundgesetz von 1833 anerkenne. Nur wenig später publizierte die Frankfurter Ober-Postamts-Zeitung die von einem Hamburger Korrespondenten lancierte und zum 18. Februar 1840 datierte Nachricht aus dem Calenberger Land, August Behne hätte durch das königliche Consistorium eine Strafanzeige „wegen Mißhandlung eines Geistlichen“ erhalten, woraufhin die Justizkanzlei eine kriminalistische Untersuchung durch das Amt Neustadt in Auftrag gegeben hätte, Behne daraufhin das Oberlandesgericht Celle angerufen und schließlich um Abolition beim königlichen Kabinett nachgesucht habe. Solchen überregional gestreuten „Denunziationen“ trat Behne im März desselben Jahres mit seiner in der in Augsburg erschienenen Allgemeinen Zeitung umfangreichen Mitteilung entgegen unter der Überschrift „Für meine Freunde.“ Mit „Verachtung“ für seine Feinde und lediglich als Information für seine Freunde gedacht, forderte Behne, der sich als „Kirchen-Commissarius“ mit 27 Dienstjahren äußerte, die „Zeitungsschreiber“ auf, sich „zuverlässigere Correspondenten anzuschaffen“.
Noch 1845 verzeichnete das Hof- und Staats-Handbuch für das Königreich Hannover Behne an der Spitze des verwaltenden Neustädter Magistrats, geehrt unter anderem mit der Verleihung der „Kriegs-Denkmünze für die im Jahr 1813 freiwillig in die Hannoversche Armee eingetretenen Krieger“. Dennoch wurde 1868 durch Die Gartenlaube die „meistens auf mündlichen Ueberlieferungen“ beruhende Behauptung wiederholt, August Behne sei strafrechtlich verurteilt, nun jedoch mit dem Hinweis, er sei von König Ernst August begnadigt unter der Bedingung, dass er das Königreich verließe. Daraufhin sei Behne – ähnlich wie zuvor sein jüngerer Bruder und 1845 auch seiner älterer Bruder – nach Amerika ausgewandert.
Nach anderer Darstellung soll Behne um 1868 in Paris gelebt haben.
Am 24. August 1874 wurde das „Doctor-Diplom“ für Christian Jacob August Behne, seinerzeit Senator außer Dienst mit Sitz in Fallersleben, laut den Nachrichten der Königlichen Gesellschaft der Wissenschaften und der Georg-August-Universität in Göttingen erneuert.

## Schriften (Auswahl)
- Für meine Freunde! In: Beilage zur Allgemeinen Zeitung (Augsburg), Nummer 83 vom 23. März 1840 im Jahrgangsband, S. 662; Google-Books
- als Christian August J. Behne: Genealogische Tabelle des Königlichen Hauses der Guelphen sowohl der regierenden als auch der nicht regierenden Häupter in männlicher und in weiblicher Verwandschaft, Hannover: Klindworth, 1850

## Archivalien
Archivalien von und über August Behne finden sich beispielsweise
- im Niedersächsischen Landesarchiv (Abteilung Hannover) und als Digitalisate über das Archivinformationssystem Arcinsys Niedersachsen Bremen
  - als 1823 angelegte Akte Gesuche um Konferierung der erledigten Bürgermeisterstellen zu Neustadt am Rübenberge
  - als Verzeichnung unter dem Titel Bestallung des Bürgermeisters Dr. jur. Behne in Neustadt am Rübenberge sowie die wider denselben erhobenen Beschwerden, Archivsignatur NLA HA Hann. 80 Hannover Nr. 16715 (alte Signatur Cg Nr. 11a); Digitalisate
    - für die Laufzeit 1823 bis 1844, Archivsignatur NLA HA Hann. 80 Hannover Nr. 16716 (alte Archivsignatur Cg Nr. 12); Digitalisate
    - für die Laufzeit 1840 bis 1847, Archivsignatur NLA HA Hann. 80 Hannover Nr. 16717 (alte Signatur Cg Nr. 13); Digitalisate
    - Laufzeit 1846–1852: Dienstentsetzung des Bürgermeisters Dr. Behne zu Neustadt am Rübenberge und Ernennung des Amtsassessors Michy zum Bürgermeister des Advokaten Dröge zum Bürgermeister, Archivsignatur NLA HA Hann. 80 Hannover Nr. 16718 (alte Signatur Cg Nr. 14); Digitalisate